# Alcool 3-nitrobenzylique
L'alcool 3-nitrobenzylique est un composé organique de formule C7H7NO3.

## Matrice de spectrométrie de masse par désorption
En spectrométrie de masse, ce composé est souvent abrégé en 3-NBA ou m-NBA (sigle anglais de « 3-nitrobenzyl alcohol »). Il a été utilisé comme matrice liquide pour le bombardement atomique rapide (en) et la désorption-ionisation laser assistée par matrice,. Dans l'ionisation par électrospray, le 3-NBA est dopé dans des solvants de pulvérisation à faible tension de surface afin d'augmenter la charge de l'analyte. 